# Gennerahalli, Bangarapet
Gennerahalli là một làng thuộc tehsil Bangarapet, huyện Kolar, bang Karnataka, Ấn Độ.